# غريغ هوف
غريغ هوف (بالإنجليزية: Greg Hough)‏ هو لاعب كرة قدم نيوزيلندي، ولد في 1958 في نيوزيلندا، وتوفي في 10 أبريل 2008. شارك مع منتخب نيوزيلندا لكرة القدم. أما مع النوادي، فقد لعب مع Manurewa AFC ‏.